# Jennifer Evans - Van der Harten
Jennifer Evans Van der Harten est une musicienne, auteur-compositrice et chanteuse néerlandaise née le 20 février 1980 à Mijdrecht aux Pays-Bas. Elle est la chanteuse et principale compositrice des chansons du groupe Omnia.
Elle est l'épouse de Steve Evans - Van der Harten.

## Parcours musical
Elle a commencé son parcours de musicienne en 2002.

## Voir aussi

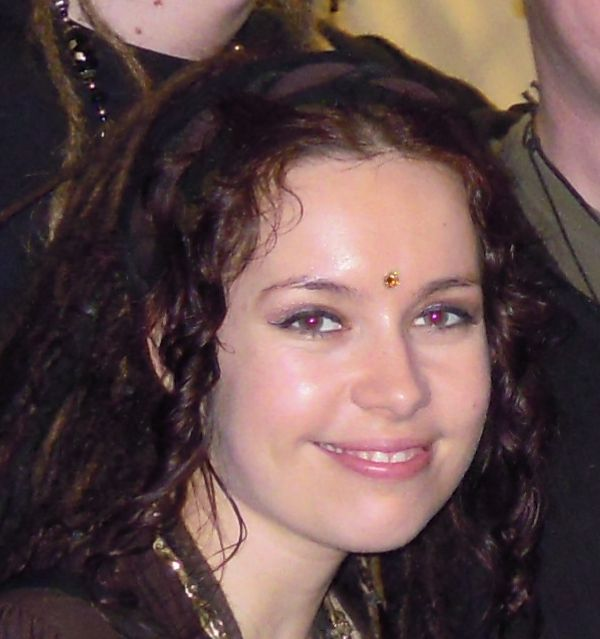
Jenny au Capelle aan den IJssel en 2011.

## Discographie
- 2001 : Beltaine
- 2003 OMNIA "3"
- 2004 Crone of War
- 2006 PaganFolk
- 2007 Alive!
- 2010 Wolf Love
- 2011 Musick and Poëtree
- 2014 Earth Warrior
- 2015 Naked Harp
- 2016 Prayer
- 2018 Reflexions